# Планерная (олимпийский центр)

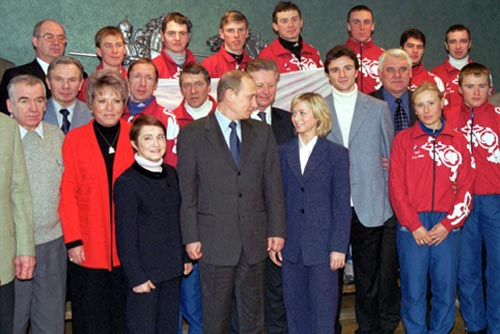
В. В. Путин с членами российской олимпийской команды в Центре подготовки олимпийского резерва «Планерная», 18 января 2002 года.

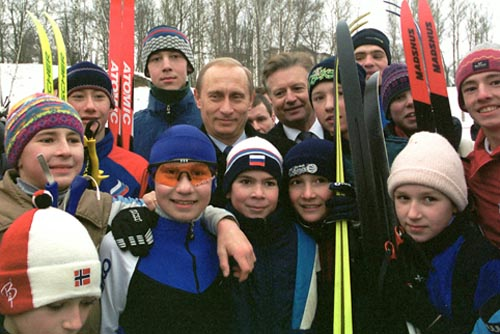
В. В. Путин среди юных спортсменов в Центре подготовки олимпийского резерва «Планерная», 18 января 2002 года.

«Планерная», полное название Олимпи́йский уче́бно-спорти́вный центр (ОУСЦ) «Пла́нерная» Московской Федерации профсоюзов — многофункциональный круглогодичный центр подготовки олимпийского резерва.
ОУСЦ расположен в Московской области, в городе Химки (в черте Химкинского городского округа) в микрорайон «Планерная», до этого именовался посёлок «Спартак», еще ранее он назывался Конно-спортивная база «Планерная» Московского городского совета (МГС) Добровольного спортивного общества (ДСО) «Спартак» переименование произошло в 1980 году.

## История
Спортивная база расположена недалеко от железнодорожной станции (платформа) «Планерная» (открыта в конце 1920-х годов, первоначально носила название «Первомайская», но в 1932 году была переименована по расположенной поблизости планёрной школе ОСОАВИАХИМ). Позже школа планеризма была переведена в другое место, а на её месте в 1935 году с помощью председателя городского совета общества «Спартак» Н. П. Старостина была создана конноспортивная школа общества МГС «Спартак» и была закуплена первая партия лошадей в количестве пяти голов. Первым директором спортивной школы стал Старший тренер команды ВВС, Мастер спорта (1938 год) Игорь Яковлевич Коврига (трагически погиб в 1954 году). С 1941 года по 1945 годы директором был Рябиков Александр Александрович, а с июня 1945 на должность директора назначена Нина Юрьевна Коврига.
В 1948 году была построена лыжная база, а впоследствии и небольшой трамплин. В 1953 году школа была переименована в Комплексную спортивную базу (КСБ) «Планерная» и новым директором стал Василий Семёнович Батруков.
В 1955—1956 годах на спортивной базе была организована секция современного пятиборья. Её возглавили Вадим Жданов, Валентин Заика и Евгений Талаев. В 1959 году была организована детско-юношеская спортивная школа по конному спорту и современному пятиборью. Директором и старшим тренером стал Кулагин Константин Федотович, который руководил спортивной школой до 1976 года.
В начале 1960 года в связи с проведением Чемпионат мира по современному пятиборью 1961 года была снесена деревянная и построены две кирпичные конюшни на 88 мест, манеж 60 × 20 метров, бассейн и стрелковый тир.
X Чемпионат мира по современному пятиборью проходил с 19 по 23 августа 1961 года. На спортивной базе прошли два вида пятиборья: конный кросс и бег по пересеченной местности. Трасса бега представляла собой четыре трудных километра по пересеченной местности и примерно совпадала с трассой конного кросса. На первых 200 метров трасса шла немного под уклон. Потом один небольшой подъём и один крутой, далее почти километровый спуск, за которым да 2-х километровой отметки — равнина. Последний километр начинался с крутого подъёма и последние 600 метров до самого финиша равнина. Чемпионат завершился победой советских пятиборцев: Игорь Новиков завоевал золотую медаль в личном первенстве и золото в составе команды вместе с Иваном Дерюгиным и Борисом Пахомовым.

## Описание
В состав центра входят лыжная база с трассами различной протяжённости и конно-спортивный комплекс с ипподромом, конкурным и стипль-чезным полями. Помимо этого, в центре имеется бассейн, крытый зал для командных игр и другие секции.
На территории ОУСЦ имеется гостиница и бейсбольный стадион, на котором проходят игры чемпионата России по бейсболу. Общая площадь территории превышает 90 га.

## Мероприятия
Среди крупных соревнований, проводимых на территории комплекса — «Лыжня России» (в последние годы проводится в Яхроме) и «Московская лыжня» (по настоящее время), а также регулярный чемпионат России по бейсболу.
В период с 1960 года по 1990 года здесь проходили практически все всесоюзные соревнования (Спартакиады народов СССР, Чемпионаты СССР) и международные турниры по конному спорту и современному пятиборью.